# Richard Gant
Richard Gant est un acteur américain né le 10 mars 1944 à San Francisco.
Avec Michael McKean, Patrick Cassidy et Dean Cain, il est l'un des quatre acteurs à apparaître à la fois dans Lois & Clark: The New Adventures Of Superman et Smallville.

## Filmographie

### Cinéma
- 1987 : Suspect dangereux : le détective Everett Bennett
- 1990 : Premiers pas dans la mafia : Lloyd Simpson
- 1990 : Rocky 5 : George Washington Duke
- 1993 : CB4
- 1993 : Who's the Man? de Ted Demme
- 1993 : Vendredi 13 : Jason va en enfer (Jason Goes to Hell: The Final Friday) : Coroner
- 1996 : Ed : Umpire, Sharks Game
- 1996 : L'Ombre blanche : Détective Roden
- 1997 : Bean : l'inspecteur
- 1998 : Godzilla : Amiral Phelps
- 1998 : Divorcing Jack : Charles Parker
- 1998 : The Big Lebowski
- 2000 : La Famille foldingue (Nutty Professor II: The Klumps) de Peter Segal : M. Gaines
- 2001 : We Are Family
- 2007 : Ezra : Mac Mondale
- 2007 : École paternelle 2 : Col. Buck Hinton
- 2007 : Manhattan Samouraï (Fist of the Warrior) : Chief Matthews
- 2010 : Waiting for Forever : Albert

### Télévision
- 1991 : MacGyver (saison 7, épisode 5 "Les frères Colton") : Johnny Denmark
- 2001 - 2002 : Special Unit 2 (TV) : Capitaine Richard Paige
- 2003 : Charmed (saison 2 épisode 13) : Le sorcier guérisseur
- 2004 - 2006 : Deadwood : Hostetler
- 2006 : How I Met Your Mother (saison 2 épisode 8) : Le juge
- 2008 : "5 Second Movies" Rocky (série TV)
- 2009 - 2011 : Men of a Certain Age (TV) : Owen Thoreau
- 2017 : Atone
- 2019 - 2021 : Mr. Iglesias (série TV) : Ray Hayward